# Swingin' Utters
Swingin' Utters, souvent typographié $wingin' Utter$ et nommé au départ Johnny Peebucks and the Swingin' Utters, est un groupe de punk rock américain, originaire de Santa Cruz, en Californie. Il est formé à la fin des années 1980. Après un arrêt de sept ans, le groupe se reforme en 2010 et réalise trois nouveaux albums,.

## Biographie
Johnny Peebucks and the Swingin' Utters sont formés à Santa Cruz, en Californie, puis se délocalisent à San Francisco. La première formation comprend le chanteur Johnny « Peebucks » Bonnel, le guitariste et accordéoniste Darius Koski, le bassiste Kevin Wickersham, et le batteur Greg McEntee. Le groupe change de nom pour simplement The Swingin' Utters en 1994.
Leur premier album The Streets of San Francisco est publié en 1995 et remporte le prix du meilleur premier album aux Bay Area Music Awards, puis jouent au Vans Warped Tour,. Ils signent avec le label Fat Wreck Chords en 1996, et publient A Juvenile Product of the Working Class cette même année, suivi de cinq autres albums. Johnny Bonnel étant le chanteur principal du groupe, le guitariste soliste Darius Koski fournit lui aussi les parties vocales. Spike Slawson, Max Huber et Jack Dalrymple participeront aussi aux morceaux vocaux à certaines occasions.
Le groupe tourne en Amérique avec The Damned et Dropkick Murphys  au début des années 2000. Ils tournent aussi en Europe avec Rancid. Leur chanson The Lonely remporte l'American Association of Independent Music (AFIM) pour la bande-son du film That Darn Punk en 2001,.
Un album-hommage au groupe, intitulé Untitled 21: A Juvenile Tribute to the Swingin' Utters, est publié en 2010. Après sept ans de pause, le groupe revient en 2010 wavec l'EP Brand New Lungs qui est suivi par l'album Here, Under Protest en 2011,,. Le groupe termine l'enregistrement d'un deuxième album, Poorly Formed, qui est publié au début de 2013. Le bassiste Spike Slawson quitte le groupe et est remplacé par Miles Peck. En avril 2013, le groupe tourne en Australie avec Dropkick Murphys et Frank Turner. Ils publient plus tard, un nouvel album intitulé Fistful of Hollow en 2014. Le batteur Greg McEntee quitte le groupe en milieu 2015, et est remplacé par Luke Ray. À cet instant, Johnny Bonnel reste le seul membre de la première formation encore actif. Swingin' Utters joue pendant une tournée spéciale 25e anniversaire de Fat Wreck Chords.

## Style musical
Le style musical du groupe est catégorisé comme punk rock traditionnel, et décrit street punk. CMJ New Music Report le décrit comme « du punk blue-collar orienté pop ». Le groupe est comparé à d'autres comme The Clash, Sham 69, The Sex Pistols, et Stiff Little Fingers,,. Le groupe incorpore des éléments de country et roots rock, en comparaison à des groupes comme Dropkick Murphys et The Pogues,,,,. Bonnel explique s'inspirer des premiers groupes punk rock et de la musique celtique.

## Membres

### Membres actuels
- Johnny « Peebucks » Bonnel - chant (depuis 1987)
- Darius Koski - guitare, chant, accordéon (depuis 1989)
- Jack Dalrymple - guitare, chant (depuis 2006)
- Miles Peck - basse, chant (depuis 2012)
- Luke Ray - batterie (depuis 2015)

### Anciens membres
- Aric McKenna - guitare (1987-1989)
- Kevin Wickersham - basse (1987-1997)
- Greg McEntee - batterie (1987-2015)
- Joel Dison - guitare (1989-1992)
- Max Huber - guitare, chant (1992-2002)
- Spike Slawson - basse, chant (1997-2012)

## Discographie

### Albums studio
- 1992 : Scared
- 1995 : The Streets of San Francisco
- 1996 : A Juvenile Product of the Working Class
- 1998 : Five Lessons Learned
- 2000 : Swingin' Utters (CMJ No. 50[21])
- 2003 : Dead Flowers, Bottles, Bluegrass, and Bones
- 2011 : Here, Under Protest
- 2013 : Poorly Formed
- 2014 : Fistful of Hollow

### Compilations
- 1996 : More Scared: The House of Faith Years
- 2008 : Hatest Grits: B-Sides and Bullshit

### Album live
- 2004 : Live in a Dive

### Singles et EP
- 1992 : Gives You Strength (EP)
- 1993 : No Eager Men
- 1995 : Nothing to Rely On
- 1995 : The Sounds Wrong (EP)
- 1996 : Live at the Fireside Bowl (EP)
- 1996 : I Need Feedback
- 1996 : Brazen Head (EP)
- 1999 : Teen Idol Eyes
- 2001 : Fat Club
- 2010 : Brand New Lungs
- 2010 : Taking The Long Way
- 2012 : The Librarians Are Hiding Something
- 2013 : Stuck in a Circle

### Splits
- 1994 : Swingin' Utters/Slip (split single avec Slip)
- 1995 : Swingin' Utters/UK Subs (split avec UK Subs)
- 1997 : Bombing the Bay (split avec AFI)
- 1999 : BYO Split Series Volume II (split avec Youth Brigade)
- 2012 : Der Glorreiche 7" Klub#4 (split avec Wham Bam Bodyslam)
- 2013 : Swingin' Utters/Modern Action (Modern Action Records)

### Apparitions
- Five Lessons Learned - Tony Hawk's Pro Skater 2
- Stupid Lullabies - Dave Mirra Freestyle BMX
- Eddie's Teddy - The Rocky Horror Punk Rock Show
- The Lonely - That Darn Punk
- Dirty Sea - Keep the Beat, Hairball 8 Records - 1996
- Reggae Gets Big In a Small Town - Mighty Attack - 1999
- Teenage Genocide - Hardcore Breakout USA 1,2,3,... - 2004
- Not Your Savior - The Songs of Tony Sly: A Tribute - 2013

### DVD
- Live at the Bottom of the Hill (2003)